# Европско првенство у атлетици на отвореном 2010 — 10.000 метара за жене
Трка на 10.000 метара у женској конкуренцији на Европском првенству у атлетици 2010. у Барселони одржана је у 28. јула на Олимпијском стадиону Луис Кампоманис.
Учествовало је 18 такмичарки из 13 земаља. Постигнута су 1 рекорда сезоне 1 европски, 1, појединачни и 1 лични рекорд.

## Рекорди
| Рекорди пре почетка Европског првенства 2010. | Рекорди пре почетка Европског првенства 2010. | Рекорди пре почетка Европског првенства 2010. | Рекорди пре почетка Европског првенства 2010. | Рекорди пре почетка Европског првенства 2010. |
| --------------------------------------------- | --------------------------------------------- | --------------------------------------------- | --------------------------------------------- | --------------------------------------------- |
| Светски рекорд                                | Ванг Ђунсја Кина                              | 29:31,78                                      | Пекинг, Кина                                  | 8. септембар 1993.                            |
| Европски рекорд                               | Елван Абејлегасе Турска                       | 29:56,34                                      | Пекинг, Кина                                  | 15. август 2008.                              |
| Рекорди Европских првенстава                  | Пола Редклиф Уједињено Краљевство             | 30:01,09                                      | Минхен, Немачка                               | 8. август 2002.                               |
| Светски рекорд сезоне                         | Меселеш Мелкаму Етиопија                      | 31:04,52                                      | Острава, Чешка                                | 27. мај 2010.                                 |
| Европски рекорд сезоне                        | Елван Абејлегасе Турска                       | 31:10,23                                      | Барселона, Шпанија                            | 28. јул 2010.                                 |

## Победнице
|                         |                            |                       |
| Елван Абејлегасе Турска | Жесика Аугусто Португалија | Хилда Кибет Холандија |

## Сатница
| Датум         | Време | Коло   |
| ------------- | ----- | ------ |
| 28. јул 2010. | 21:05 | Финале |

### Финале
| Пласман | Атлетичарка               | Држава      | Резултат | Белешка                                |
| ------- | ------------------------- | ----------- | -------- | -------------------------------------- |
|         | Елван Абејлегасе          | Турска      | 31:10,23 | ЕРС                                    |
|         | Жесика Аугусто            | Португалија | 31:25,77 |                                        |
|         | Хилда Кибет               | Холандија   | 31:36,90 | ЛРС                                    |
| 4.      | Сабрина Мокенхаупт        | Немачка     | 32:06,02 |                                        |
| 5.      | Јелена Соколова           | Русија      | 32:36,71 |                                        |
| 6.      | Кристина Пап              | Мађарска    | 32:49,05 |                                        |
| 7.      | Ана Дулсе Феликс          | Португалија | 33:12,93 |                                        |
| 8.      | Светлана Куделич          | Белорусија  | 33:31,33 |                                        |
| 9.      | Мартина Штрел             | Швајцарска  | 33:37,89 |                                        |
| 10.     | Јакелин Мартин            | Шпанија     | 34:11,49 |                                        |
| 11.     | Софија Ердељи             | Мађарска    | 34:57,77 |                                        |
| –       | Федерика Дал Ри           | Италија     | НЗ       |                                        |
| –       | Каролине Бјеркели Гревдал | Норвешка    | НЗ       |                                        |
| –       | Марија Сиг Мелер          | Данска      | НЗ       | '                                      |
| –       | Сара Мореира              | Португалија | НЗ       |                                        |
| –       | Лилија Шобухова           | Русија      | НЗ       | ДИСК Чл.32,2а Анти допинг правила ИААФ |
| 2       | Инга Абитова              | Русија      | 31:22,83 | ДИСК Чл.32,2а Анти допинг правила ИААФ |
| 5       | Мерјем Ердоган            | Турска      | 31:44,86 | ДИСК Чл.32,2а Анти допинг правила ИААФ |

### Пролазна времена
| Дистанца | Такмичарк        | Држава      | Време    |
| -------- | ---------------- | ----------- | -------- |
| 1.000 м  | Лилија Шобухова  | Русија      | 3:11,32  |
| 2.000 м  | Лилија Шобухова  | Русија      | 6:23,44  |
| 3. ооо м | Жесика Аугусто   | Португалија | 9:34,00  |
| 4.000 м  | Елван Абејлегасе | Турска      | 12:40,53 |
| 5.000 м  | Елван Абејлегасе | Турска      | 15:42,27 |
| 6.000 м  | Елван Абејлегасе | Турска      | 18:45,91 |
| 7.000 м  | Елван Абејлегасе | Турска      | 21:50,70 |
| 8.000 м  | Елван Абејлегасе | Турска      | 24:59,60 |
| 9.000 м  | Елван Абејлегасе | Турска      | 28:08,61 |